# Dan DeQuille
William Wright (9 de mayo de 1829 – 16 de marzo de 1898), más conocido por el seudónimo de Dan DeQuille o Dan De Quille, fue un escritor, periodista y humorista estadounidense, conocido por sus relatos sobre las personas, los acontecimientos y las operaciones ligadas a la extracción de plata en la Veta Comstock en Virginia City (Nevada), incluidos su libro "History of the Big Bonanza" (American Publishing Company, 1876).
DeQuille perteneció a la plantilla del Territorial Enterprise (periódico de Virginia City) durante más de treinta años, y sus escritos también se imprimieron en otras publicaciones en todo el país y en el extranjero. Muy apreciado por su conocimiento de las técnicas de la minería y por su capacidad para explicarlas en términos simples, también fue reconocido por su humor, similar en estilo al de su asociado y amigo Mark Twain, y como autor de una clase de escritos muy populares en los Estados Unidos de la época. Formó parte de la escuela literaria denominada Sagebrush School.

## Primeros años
William Wright nació en el Condado de Knox (Ohio) en 1829, siendo el mayor de nueve hermanos. En 1849 se mudó al oeste con su familia y se instalaron en West Liberty (Iowa), donde en 1853 se casó con Caroline Coleman. De esta unión nacieron cinco hijos, dos de los cuales murieron en la infancia.
En 1857, dejando atrás a su familia, viajó a California en busca de oro. Mientras vivía como un buscador nómada en las colinas de la Sierra Nevada y en la región del lago Mono, oyó hablar sobre el descubrimiento de plata al otro lado de la cordillera, y se dirigió a Virginia City (Nevada) en 1859.
Allí tampoco le sonrió la fortuna como buscador de oro, y ante la necesidad de enviar fondos a su esposa e hijos en Iowa, Wright solicitó un empleo regular en Virginia City como redactor del "Territorial Enterprise", un periódico que recientemente se había mudado a la ciudad desde Carson City. Fue contratado en 1862 y pronto adoptó el seudónimo de Dan DeQuille.

## Carrera como escritor

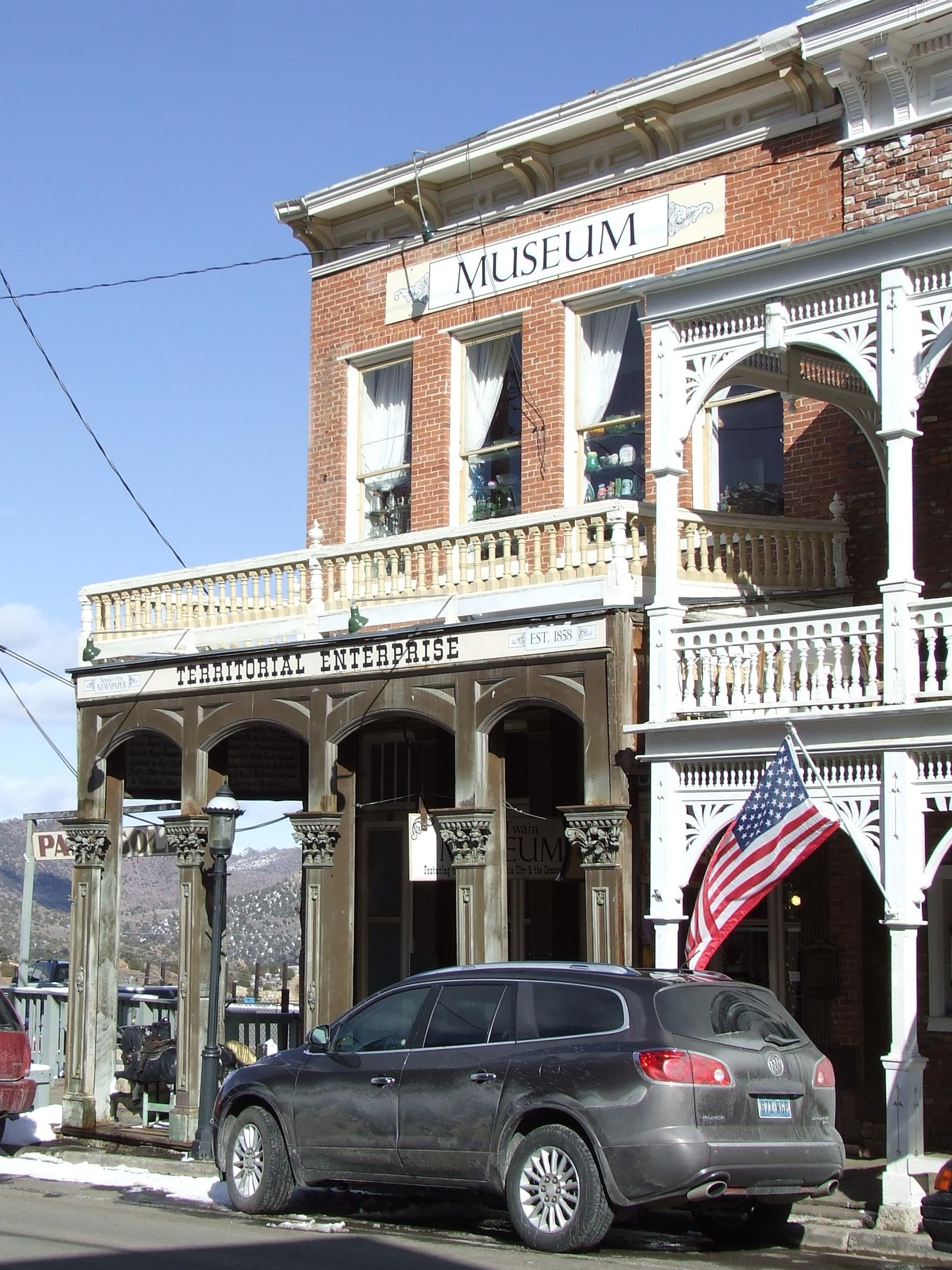
El edificio del Territorial Enterprise (2010)

William Wright se interesó como adulto joven en su carrera como escritor. Después de mudarse a Iowa, escribió y envió manuscritos a revistas populares en la Costa Este. Mientras buscaba oro en California, escribió artículos sobre minería que se publicaron en los periódicos de California. Las cartas largas a su familia le ayudaron a desarrollar sus habilidades como escritor, incluyendo la exageración humorística y unas descripciones muy detalladas. Tras mudarse a Virginia City, escribió artículos que se imprimieron en el "The Golden Era" de San Francisco.
Poco después de ser conocido como Dan DeQuille del Enterprise, otro minero fracasado llamado Sam Clemens fue contratado para trabajar a sus órdenes en agosto de 1863. Clemens adoptó el seudónimo de Mark Twain. Los dos informaron sobre acontecimientos locales y escribieron columnas para el periódico. Bajo la supervisión editorial de DeQuille, Twain se ganó su reputación como escritor humorístico. Posteriormente describiría este período en su libro Pasando fatigas. Twain abandonó Virginia City en mayo de 1864 y, después de breves estadías en San Francisco y Hawái, realizó una gira como profesor, lo que le llevó de regreso a Virginia City donde coincidió de nuevo con de DeQuille en 1866 y 1868.

### Historia de la Gran Bonanza
En 1874, los propietarios de minas John William Mackay, James Graham Fair, John P. Jones y William Ralston decidieron escribir un libro sobre la historia de Comstock. Se dirigieron a DeQuille como el autor preferido y él aceptó la tarea. Su intención original era escribir un pequeño libro que pudiera venderse a los pasajeros de los trenes que transitaban por la zona y continuar expandiéndolo con nueva información y bocetos adicionales hasta que finalmente se convirtiera en un volumen que podría publicarse para un público más amplio.
DeQuille se puso a trabajar en el libro y recopiló datos, ilustraciones y bocetos para incluirlos en su obra. En marzo de 1875, envió una carta a Mark Twain, que entonces residía en Hartford, para pedirle consejo sobre la publicación del libro. Al mismo tiempo, Twain había visto la necesidad de un libro así, y le respondió con una carta de 19 páginas en la que le brindaba con entusiasmo un consejo y una invitación para que DeQuille reuniera todo el material que pudiera necesitar y se uniera a él en Hartford, donde podrían trabajar en sus respectivos proyectos en estrecha proximidad y mutuo apoyo.

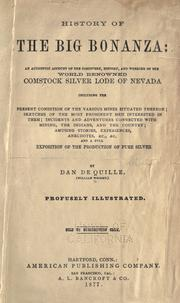
History of the Big Bonanza, portada de la primera edición (1877)

Durante el verano de 1875, bajo la mentoría de Twain, DeQuille recopiló un volumen considerable, que contenía una mezcla de capítulos técnicos sobre la minería de la plata intercalados con relatos más ligeros de eventos y personas de Nevada, incluido el grupo de nativos americanos paiutes del norte que vivían en las cercanías. DeQuille y Twain pensaban que el libro tendría un gran atractivo y que se vendería bien. Twain ayudó a DeQuille a negociar un contrato favorable con su propio editor y DeQuille regresó a Virginia City a fines de ese verano. En octubre, un incendio destruyó gran parte de la ciudad y su relato de esta tragedia se convirtió en el último capítulo del libro.
A History of the Big Bonanza fue publicada por la American Publishing Company de Hartford, Connecticut, en 1876. También publicaron A History of the Comstock Silver Lode Mines, una versión más pequeña como guía de bolsillo, un libro para ser vendido en los trenes de la zona. El libro principal se recibió con entusiasmo en Virginia City y se vendió bien en la costa del Pacífico, pero las ventas en la costa Este fueron decepcionantes. DeQuille no logró la independencia financiera que buscaba y continuaría en su puesto del "Enterprise" por otros diecisiete años.

### Trabajo posterior
A principios de la década de 1880, las principales operaciones de extracción de plata en la veta Comstock estaban llegando a su fin y la población de la ciudad de Virginia estaba disminuyendo rápidamente. DeQuille siguió siendo un prolífico escritor y redactó numerosos artículos para su publicación en ambas costas. Contribuyó con una parte a la "Historia de Nevada" de Myron Angel (Thompson y West, 1881), y escribió el artículo sobre Nevada para la 10.ª edición de la Enciclopedia Británica en 1884.
En 1893 se cerró el Enterprise. DeQuille permaneció en Virginia City durante algunos años más, trabajando como corresponsal de un periódico en Utah y como colaborador de publicaciones de ambas costas. A finales de la década de 1890 regresó con mala salud a West Liberty (Iowa), donde residió con su hija hasta su muerte el 16 de marzo de 1898.

## Legado
Como periodista y escritor, Dan DeQuille contribuyó significativamente a la comprensión de los estadounidenses sobre los sucesos en Nevada relacionados con la adquisición de grandes fortunas gracias a las minas de plata de la Veta Comstock a finales del siglo XIX. Como humorista también hizo una contribución significativa a la tradición del Viejo Oeste. Durante el apogeo de Virginia City, DeQuille fue uno de los periodistas más leídos en la costa del Pacífico debido a su ingenio, junto con su capacidad para explicar en términos no técnicos la importancia de los sucesos de Comstock Lode.
El estilo de humor que floreció en los Estados Unidos durante la segunda mitad del siglo XIX fue compartido por DeQuille, Artemus Ward, Orpheus C. Kerr, Petroleum V. Nasby, Major Jack Downing y, sobre todo, por Mark Twain. Desde entonces, se ha teorizado que el hambre de Estados Unidos por este tipo de humor surgió de una especie de necesidad psíquica nacional a raíz de la guerra de Secesión, el dolor por el asesinato del Presidente Abraham Lincoln y las dificultades de los pioneros industriales en el oeste del país.
El interés histórico en el pasado de Virginia City ha continuado en el siglo XX. La ciudad se ha convertido en una popular atracción turística con una de sus características, que es el edificio que albergaba el "Enterprise" y en su interior, el escritorio que alguna vez utilizaron DeQuille, Mark Twain, Bret Harte y otros periodistas de la frontera.
En 1946, la casa editorial Alfred A. Knopf anunció que, con ocasión del centenario de California, reimprimiría una serie de cinco libros que fueron históricamente significativos al retratar los primeros días del estado de California, pero que eran difíciles de encontrar. El primer libro en su lista fue la "Historia de la Gran Bonanza" de DeQuille. El editor Oscar Lewis escribió una biografía de DeQuille como la "Introducción" a "The Big Bonanza", publicada en 1947.
En 1950, DeQuille aparecía incluido en una antología del oeste americano titulada "Comstock Bonanza", recopilada y editada por Duncan Emrich y publicada por Vanguard. Más recientemente, Richard A. Dwyer y Richard E. Lingenfelter publicaron "Dan De Quille, el gigante de Washoe", una biografía y antología con una completa selección de sus artículos periodísticos y una lista de todos sus escritos (University of Nevada Press, 1990). El profesor de inglés Lawrence I. Berkove recopiló lo mejor de los trabajos de DeQuille y los publicó en 1990 como "El caballo de combate del Stanislaus: Historias y ensayos" (University of Iowa Press).
En 1994, DeQuille fue incluido en el Salón de la Fama de los Escritores de Nevada.
En 2005, "The Big Bonanza" de DeQuille se usó como base para una nueva ópera estadounidense titulada The Big Bonanza, con música de Monica Houghton y libreto de Jon Christensen.

## Obras publicadas
- History of the Big Bonanza con una introducción de Mark Twain (Hartford, American Publishing Company, 1876), disponible en Internet Archive
- The Big Bonanza con una introducción de Oscar Lewis (New York, Alfred A. Knopf, 1947)
- Snowshoe Thompson, prefacio por Carrol D. Hall (Los Angeles, Glen Dawson, 1954)
- Washoe Rambles, editado por Richard E. Lingenfelter (Los Angeles, Westernlore Press, 1963)
- Dan De Quille, The Washoe Giant. A Biography and Anthology, preparado por Richard A. Dwyer y Richard E. Lingenfelter (Reno & Las Vegas, University of Nevada Press, 1990)
- The Fighting Horse of the Stanislaus: Stories and essays, editado por Lawrence I. Berkove (Iowa City, University of Iowa Press, 1990)

## Recursos de investigación
- Wikisource en inglés contiene obras originales de Dan DeQuille.
- Guía de los documentos de Dan DeQuille en The Bancroft Library
- Una guía para los documentos de Dan De Quille, NC55. Colecciones Especiales, Bibliotecas Universitarias, Universidad de Nevada, Reno.

- Datos: Q5213363